# جاك أرمسترونغ
جاك أرمسترونغ (بالإنجليزية: Jack Armstrong)‏ هو لاعب كرة قاعدة أمريكي، ولد في 7 مارس 1965 في إنغلوود في الولايات المتحدة.

## وصلات خارجية
- جاك أرمسترونغ على موقعبيزبول رفرنس.كوم (الدوري الرئيسي) (الإنجليزية)
- جاك أرمسترونغ على موقعبيزبول رفرنس.كوم (الدوري الثانوي) (الإنجليزية)
- جاك أرمسترونغ على موقع مشجعي الرسوم البيانية (الإنجليزية)